# Raúl Yager
Raúl Clemente «El Roque» Yager, o Yäger (Pilar, 20 de julio de 1944; Córdoba, 29 de abril de 1983) fue un ingeniero civil, guerrillero, político y militar argentino, miembro fundador de la organización guerrillera Montoneros en 1970, integrando su conducción. Murió en combate en 1983, durante la dictadura autodenominada Proceso de Reorganización Nacional.

## Biografía
Raúl Yager nació en la ciudad de Pilar, Santa Fe en 1944.  Estudió ingeniería en la Universidad Nacional del Litoral recibiéndose de ingeniero. De formación y creencia católica, fue militante de la agrupación Ateneo Universitario de Santa Fe, uno de los grupos fundadores de Montoneros.
Era experto en explosivos y tuvo a su cargo la destrucción con bombas de la Comisaría 10° de Santa Fe. Integró el grupo que robó un banco en la localidad de San Jerónimo Norte, en Santa Fe. Fue secretario Militar del Partido Montonero y jefe del Estado Mayor del Ejército Montonero. Dirigió el ataque al RIM-29 ubicado en Formosa, en octubre de 1975, en el que murieron 12 soldados. Ese mismo año dirigió la huelga de los trabajadores azucareros de FOTIA. En 1980 y 1981 estuvo encargado de dirigir los equipos que elaboraron las “Bases Constituyentes de una Nueva Argentina”.
Murió en combate el 29 de abril de 1983, en Córdoba, pocos meses antes de la recuperación de la democracia en Argentina.